# Амстел
Амстел (на нидерландски: Amstel) е малка река в Северна Нидерландия. Столицата Амстердам, през която минава, е кръстена на реката. Когато градът възниква през 13 век като малко рибарско селище той е кръстен Amstelledamme, което буквално означавало бент на Амстел. Реката е дълга едва 31 km и е изцяло канализирана. Произходът на името е от старохоландското Aeme stelle, което означава земя изобилстваща от вода. Районът около Амстел се нарича Амстелланд. Световноизвестната марка бира Амстел е също кръстена на реката.

## Течение
Първоначално Амстел е започвала там където малките реки Дрехт и Кроме Мейдрехт се сливали в близост до градчето Ойтхур. След построяването на канала Амстел-Дрехт, Амстел започва да тече в близост до градчето Нювийн, там където река Дрехт и канала Ар (Aarkanaal) се срещат. Притоци са реките Кроме Мейдрехт, Бюлевейк и Вавер.
Амстел преминава през целия Амстердам и се влива в залива Ей. Чисто технически от 1936 частта, която свързва реката със залива не съществува, защото е засипана с пръст. Въпреки това реката продължава да се излива в Ей чрез подземни тръби.

## Мостове
На река Амстел са разположени следните мостове (брюг):
- Халвемансбрю
- Блаубрюг
- Махере брюг
- Хогеслюс
- Торонтобрюг
- Ню Амстелбрюг
- Берлагебрюг
- Ютрехтсебрюг
- Розенордбрюг

## Галерия
- Амстел в Амстердам
- Изглед от моста Блаубрюг
- Изглед към най-високата сграда в Амстердам Рембрандторен
- Къща по течението на Амстел